# Callulops fuscus
Callulops fuscus es una especie  de anfibio de la familia Microhylidae.

## Distribución geográfica
Se encuentra en Indonesia, en las Molucas (Ambon y Seram) y en la isla de Batanta, junto a Nueva Guinea.

## Estado de conservación
Se encuentra amenazada de extinción por la pérdida de su hábitat natural.